# 边求县
边求县是越南西宁省下辖的一个县。面积264平方千米，2019年总人口69849人。

## 地理
边求县北接周城县，东北接鹅油县，南接盏盘市社和柬埔寨，西接柬埔寨。

## 历史
1999年8月20日，利顺社析置边求市镇。

## 行政区划
边求县下辖1市镇8社，县莅边求市镇。
- 边求市镇（Thị trấn Bến Cầu）
- 安盛社（Xã An Thạnh）
- 利顺社（Xã Lợi Thuận）
- 隆字社（Xã Long Chữ）
- 隆江社（Xã Long Giang）
- 隆庆社（Xã Long Khánh）
- 隆福社（Xã Long Phước）
- 隆顺社（Xã Long Thuận）
- 先顺社（Xã Tiên Thuận）